# Euler (jogador de futsal)
Euler Coelho Marques (Dourados, 24 de agosto de 1977) é um ex-jogador brasileiro de futsal, que atuava na posição de fixo. Ele fez parte da Seleção Brasileira de Futsal que conquistou a medalha de bronze na Copa do Mundo de 2004.